# Matt McGrath
Matthew John McGrath, més conegut com a Matt McGrath   (Nenagh, 18 de desembre de 1877 - Nova York, 29 de gener de 1941) fou un atleta irlando-estaunidenc, que destacà a principis de segle XX en el llançament de martell. En el seu millor moment era conegut com "un dels llançadors de pes més grans del món".

## Biografia
Va néixer el 18 de desembre de 1875 a la ciutat de Nenagh, població situada al comtat de Tipperary, que en aquells moments formava part del Regne Unit de la Gran Bretanya i Irlanda i avui dia de la República d'Irlanda. De ben petit es traslladà amb la seva família als Estats Units, d'on adquirí la nacionalitat.
Va morir 29 de gener de 1941 a la seva residència de la ciutat de Nova York (Estats Units).

## Carrera esportiva
Va participar, als 30 anys, en els Jocs Olímpics d'Estiu de 1908 celebrats a Londres (Regne Unit), on va aconseguir guanyar la medalla de plata en la prova de llançament de martell, quedant per darrere del seu compatriota John Flanagan, i finalitzà cinquè en la prova del joc d'estirar la corda amb l'equip nord-americà. En els Jocs Olímpics d'Estiu de 1912 celebrats a Estocolm (Suècia) aconseguí guanyar la medalla d'or en el llançament de martell, establint així mateix un nou rècord olímpic amb un tir de 54.74 metres. Gran favorit per als Jocs Olímpics d'Estiu de 1920 realitzats a Anvers (Bèlgica), únicament pogué finalitzar cinquè a conseqüència d'una lesió en el genoll. Als 46 anys participà en els Jocs Olímpics d'Estiu de 1924 realitzats a París (França), on aconseguí guanyar la medalla de plata en la prova de llançament de martell amb un tir de 50.840 metres just per darrere del seu compatriota Fred Tootell.
Es va mantenir entre els deu millors del món fins als 50 anys, fent de la seva carrera una de les més llargues i constants de la història de l'esport. Va guanyar set campionats de llançament de martell de l'AAU i set més en el llançament de pes de 56 lliures, a banda d'establir dos rècords mundials de llançament de martell.

## Millors marques
- Llançament de martell. 57,10 metres (1911)[4][5]